# ワードレスノベル
ワードレスノベル（英: wordless novel、「（文）字のない小説」、「絵小説」）とは、文字を用いず一連の絵のみで物語を伝える表現様式である。漫画とは関連が深いがコマを用いない点で異なる。木版画（→woodcut）を始めとする凸版画の技法で制作されることが多かったため、ノベル・イン・ウッドカッツのような呼び方もある。この様式は第一次世界大戦と第二次世界大戦の合間に盛んになり、特にドイツで人気だった。 
20世紀初頭のドイツ表現主義運動を源流とする。典型的な社会主義芸術であり、着想元であった中世木版画の生硬な外観を用いて社会不正に対する不安や失望を表現した。この種の書籍でもっとも古いのは、ベルギーの画家フランス・マシリールが1918年に出した 25 images de la passion d'un hommeである。ドイツのオットー・ニュッケルらはマシリールにならった作品を描いた。リンド・ウォードは1929年の Gods' Man で米国にワードレスノベルを持ち込み、追随者を生み出した。1930年にはコマ漫画家ミルト・グロスによるパロディ作品 He Done Her Wrongも描かれた。ワードレスノベルの出版点数と人気は1930年代前半に峠を越し、その後はトーキー映画との競争や、ナチス・ドイツや米国で行われた反社会主義的な検閲にあって衰退した。ワードレスノベルの新刊は第2次世界大戦後に急速に減少し、初期の作品も次々と絶版になった。
1960年代に至って、米国のコミックファンダムによって長篇漫画書籍の原型と位置付けられたことで関心が再浮上した。1970年代には、ウィル・アイズナーやアート・スピーゲルマンのような漫画家がワードレスノベルの範にならった文学的なコミック書籍（グラフィックノベル）を描き始めた。20世紀末には漫画家のエリック・ドルーカーやピーター・クーパーらがワードレスノベルから直接的な影響を受けた文字のないグラフィックノベルを描いている。また日本でも、1930年代に一部のワードレスノベル作品が紹介されて手塚治虫などの漫画表現に影響を与えた。

## 特徴

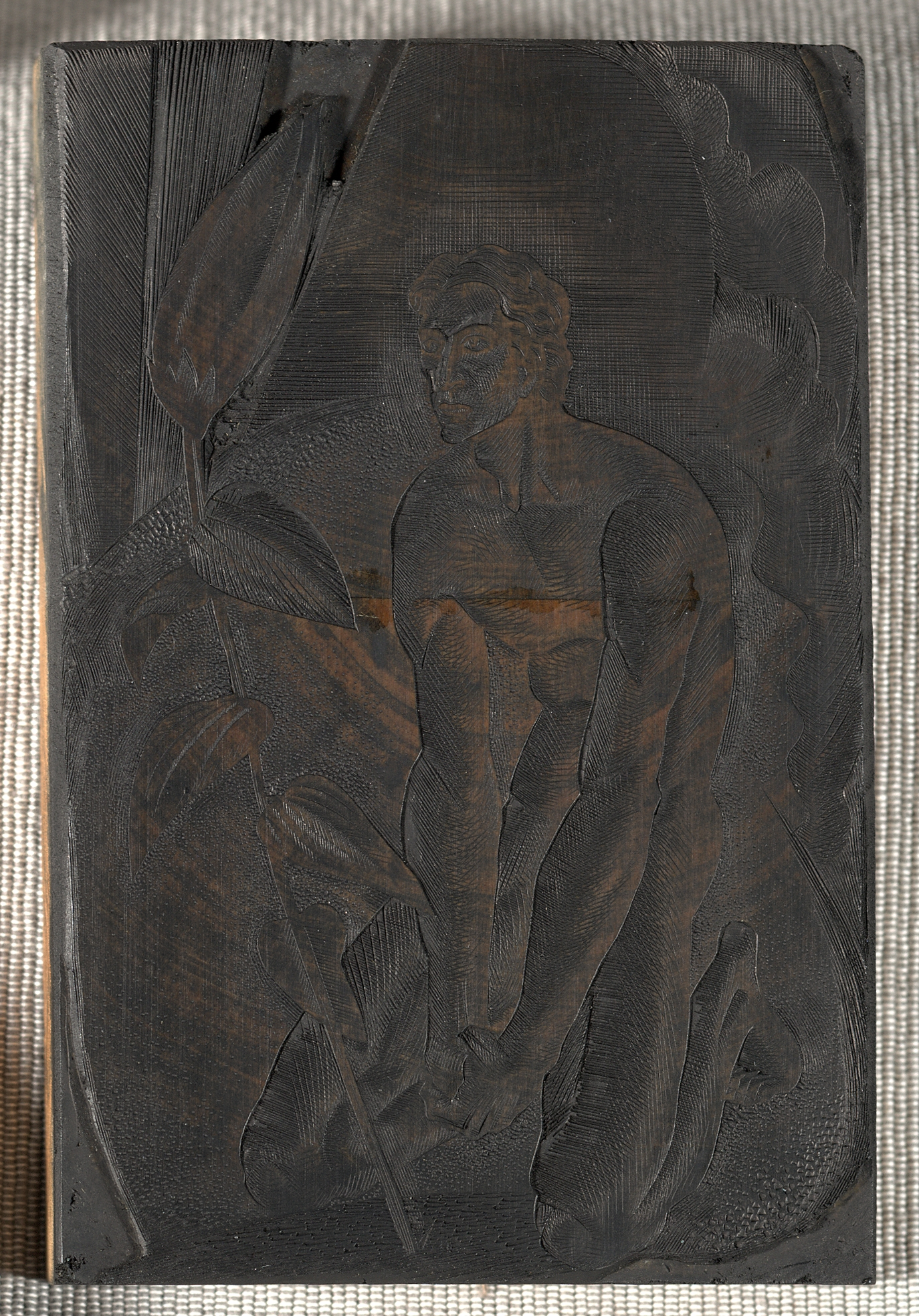
リンド・ウォードの作品 Prelude to a Million Years（1933年）で用いられた木口木版の版木。ワードレスノベルにはこのような凸版の技法が用いられた。

ワードレスノベルは物語を伝えるのに表現主義的な絵のシークエンスを用いており、形式と寓意の両面で表現主義の絵画や演劇、映画からの影響が強い。資本主義との闘争という社会主義的な主題が一般的であり、研究者ペリー・ウィレットはそれを「このジャンルの美学を統一する要素」と呼んでいる。フランス・マシリールなどのワードレスノベル作家は、中世木版画の生硬な外観を取り入れて苦悩や革命思想を表現し、また伝統的で単純な図像的主題を用いていた。標識のように絵の情景の一部となっている場合を除けば、文字は表題紙や章扉でしか用いられなかった。
物語はメロドラマ的な傾向が強く、登場するのは経済や政治など社会的な圧力によって沈黙に追いやられた人々だった。典型的な作品では主人公（多くは若い芸術家）が貧困や不正と直面し、沈黙を破る決意をしたところでカタストロフが訪れる。人物描写は善悪で二分されており、善人は同情的に、悪人はステレオタイプに描かれて作者の義憤を映し出した。
ワードレスノベル作家は一般に寡作で、マシリールとリンド・ウォードを除けば2冊以上描いた作家はほとんどいない。オットー・ディクス、ジョージ・グロス、ケーテ・コルヴィッツなど、ワードレスノベルと似た8~10枚の短い連作版画を描いていた画家もいたが、それらは収集家向けの限定版として刊行される画集だった。ワードレスノベルはそれより長く、物語として複雑で、一般向けの簡易な装丁・小説本に近い判型で出版された。
ワードレスノベルの勃興は同時代に発展した映画、アニメーション、絵本、漫画のような視覚文化と関連がある。音声のない視覚メディアとして当時もっとも人気があったサイレント映画からは大きな影響を受けており、パンやズーム、スラップスティックのような映画的技法を取り入れた作品が見られる。ウォードは最初に頭の中でサイレント映画として思い浮かべてからでなければワードレスノベルは描けなかったと述べている。
ワードレスノベルは板目木版（一般的な木版）、木口木版、金属版、リノリウム版のような凸版の手法で印刷されるのが一般的だった。凸版印刷は最古の印刷手法の一つで、8世紀の中国に起源を持ち、ヨーロッパには15世紀に伝えられた。この方法では、版材に画家が直接絵を描くか原画から転写した後で印刷しない部分（白い部分）を彫り、残った凸部分にインクをつけて印刷する。単色の印刷では黒インクを用いるのが一般的だが、シェンナやオレンジの場合もあった。凸版印刷は制作に労力を要する代わりに安価な技法で、社会意識の強い画家が労働者階級のための物語を発表するには格好だった。

## 歴史

### 前史

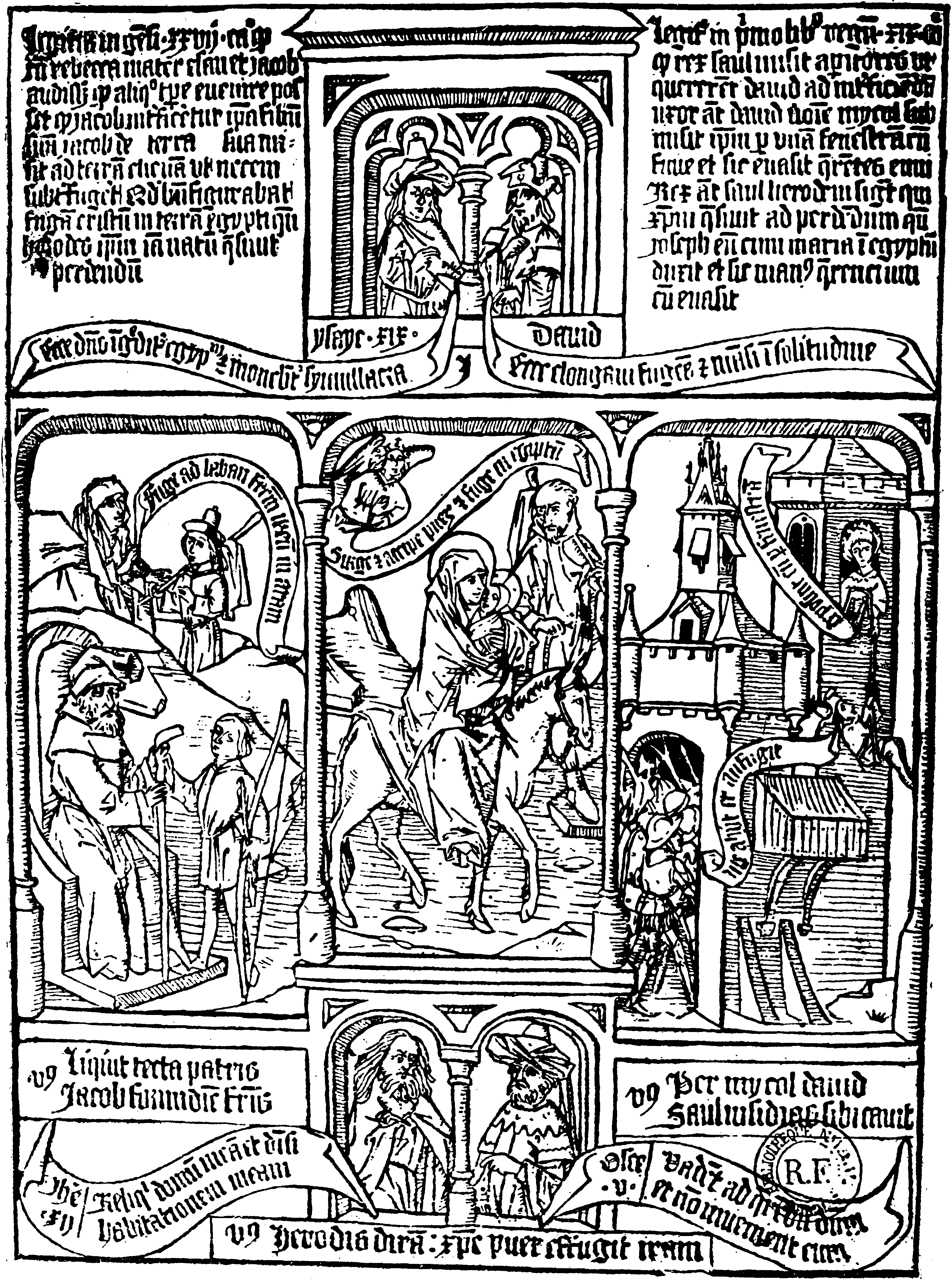
表現主義の木版画家は、このビブリア・パウペルムのような生硬さを取り入れて不安を表現した。

15世紀の中世ヨーロッパでは、「アルス・モリエンディ（往生術）」などの宗教的な手引書が絵入りの木版本（ブロックブック）として印刷されていた。16世紀に入るとブロックブックはグーテンベルクの発明による活字本に道を譲ったが、木版印刷はデューラー、ホルバイン、アンマンのような画家によって命脈を保った。18世紀にトーマス・ビウィックが生み出した木口木版はそれまでの木版（板目木版）よりも細密な表現が可能で、19世紀から始まった近代的な印刷業の中で挿絵として盛んに用いられたが、1880年代に写真製版による印刷技術が登場すると急速に姿を消した。
ポスト印象派の画家ポール・ゴーギャン (1848–1903) は19世紀末にプリミティヴィズム的な効果を重んじて木版画を復興させた。20世紀初頭にはケーテ・コルヴィッツ (1867–1945) やマックス・クリンガー (1857–1920) のような木版画家が社会不正のテーマで結ばれた木版画の画集を出した。マックス・ベックマン(1884–1950)、オットー・ディクス (1891–1969)、コルヴィッツ、カール・シュミット＝ロットルフ (1884–1976) ら表現主義の版画家は、20世紀初頭に再注目された中世グラフィックアート（特にビブリア・パウペルム（→貧者の聖書）のような聖書を題材にした木版画）に触発されていた。それらの画家は木版画のぎこちなさを不安感の表現に用いていた。

### ヨーロッパ
ワードレスノベルは表現主義運動から派生したものである。新聞に政治漫画を描いていたベルギー人のフランス・マシリール (1889–1972) は、1918年にワードレスノベル書籍の嚆矢である 25 images de la passion d'un homme（→人間感情の25のイメージ）を制作した。同書は良く売れ、続けて Mon livre d'heures（→私の時祷書）が出た。167枚の絵からなる同作はマシリールの作品中最長だった。発行部数も最大で、特に好評を得たドイツでは1920年代を通して数十万部が発行され、マックス・ブロート、ヘルマン・ヘッセ、トーマス・マンのような著名な作家から序文が寄せられた。マシリールの作品にみられる、明暗のコントラストが利いた誇張されつつも具象的な描写は表現主義の演劇や映画から強く影響されており、工業化と経済格差が進行する時代に虐げられた人々を描き出していた。マシリールが生涯で描いたワードレスノベル作品は40編を超える。1920年の L’Idée はベルトール・バルトシュによってアニメ化 (1932) され、唯一映画化されたワードレスノベルとなった。
マシリールの商業的成功により、ほかの画家もワードレスノベルを手掛け始めた。マシリールの先例にならって資本主義の重圧をテーマとするのが主流だった。13歳の若さだったポーランド系フランス人バルテュス (1908–2001) は飼っていた猫を題材にして Mitsou を描いた。同作は1921年に詩人ライナー・マリア・リルケの序文を添えて刊行された。ドイツのオットー・ニュッケル (1888–1955) は鉛版画による1926年の Schicksal で、物々しいマシリール作品よりもニュアンスと情緒に優れる作品を世に出した。マシリールが人間と社会との闘争を語ったとすれば、ニュッケルの作品はある女性の人生の物語だった。同作は1930年に米国で Destiny という題で出版され、やはり人気を集めた。
クレマン・モロー (1903–1988) は1928年に6枚の連作 Erwerbslose Jugend でワードレスノベルに足を踏み入れた。英国のハンガリー系移民イシュトヴァーン・セゲディ＝シューツ (1892–1959) が筆とインクで描いた My War (1931) は、日本の水墨画を思わせるシンプルな筆致で、一人のハンガリー騎兵が第一次世界大戦の経験によって打ちのめされる様を描いていた。ヘレナ・ボホジャーコヴァー＝ディットリホヴァー (1894–1980) は女性作家として初めてワードレスノベル Z Mého Dětství（→私の子供時代）(1929) を描いた。リノカットの手法が用いられ、マシリールやニュッケルのような労働者階級の苦難ではなく中流階級の生活が題材となっていた。ボホジャーコヴァーは自作を「ノベル（→長編小説）」ではなく「サイクル（→連画、連作短編）」と称した。シュルレアリストの芸術家マックス・エルンストは1934年に文字のないコラージュ作品 Une semaine de bonté を描いた。第二次世界大戦を経て、ドイツ表現主義の集団ブリュッケの一員ヴェルナー・ゴータイン(1890–1968) が Die Seiltänzerin und ihr Clown  (1949) を描いた。

### 北米
アメリカ人のリンド・ウォード (1905–1985) はグラフィックアートを学ぶため1926年にライプツィヒに移り住み、そこでマシリールやニュッケルの作品に出合った。ウォードは1920年代から1930年代にかけて6編の作品を制作し、「pictorial narratives（→絵による物語）」と呼んだ。その中では第1作の Gods' Man（→神の僕）がもっとも人気を得た。ウォードはマシリールと異なり木口木版の技法を用いていた。絵のサイズはページごとに変えられていた。Gods' Man は何度も重版されて2万部以上が発行され、アレン・ギンズバーグなどの詩人へも影響を与えた。その成功につられて1930年代からほかのアメリカ人画家もワードレスノベルを出し始めた。しかしこの物語形式への関心は一過性のもので、すぐに大恐慌時代に入ったこともあり Gods' Man ほどのヒットは再び生まれなかった。

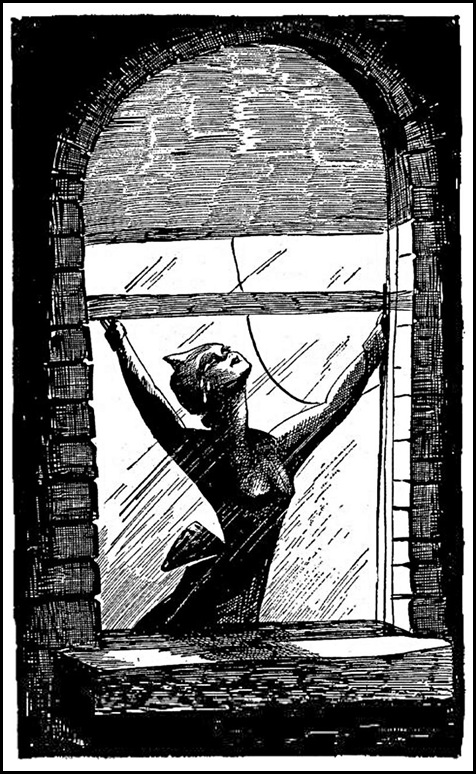
ミルト・グロス作 He Done Her Wrong (1930) の1コマ。リンド・ウォードの Gods' Man (1929) をパロディした作品だった。

コマ漫画家ミルト・グロス (1895–1953) の He Done Her Wrong（→彼は彼女を無下にした） (1930) はワードレスノベルというジャンルのパロディだった。漫画のように各コマのサイズや形が異なっており、登場人物の発言は吹き出しの中に描かれた図像によって表現されていた。アメリカ人イラストレーターのジェイムズ・リード (1907–1989) は、中世の木版宗教画に着想を得てアール・デコ様式の The Life of Christ (1930) を描いた。同作は宗教的な内容のためソビエト連邦では反宗教政策により輸入禁止措置を受けた。コマ漫画家でイラストレーターでもあるウィリアム・グロッパー (1897–1977) の Alay-oop (1930) は軽業師の男女とオペラ歌手の絡み合う人生を描いた作品だった。チャールズ・トゥザク (1899–1986) は Abraham Lincoln: Biography in Woodcuts (1933) で米大統領リンカーンの伝記を描いた。イタリア系アメリカ人ジャコモ・パトリ(1898–1978) がリノリウム版画で制作した White Collar (1938) は、1929年に起きた株価大暴落の余波を描いており、ホワイトカラー労働者に組合結成を呼び掛ける内容だった。また堕胎、貧困と医療の問題、キリスト教信仰の喪失といった論争を招く題材を取り入れていた。アニメーターのマイロン・ウォルドマン(1908–2006) は太り気味の娘が魅力的な夫を探す物語 Eve (1943) を描いた。この作品も He Done Her Wrong と同じくパロディであり、絵入りの吹き出しを用いていた。
第二次世界大戦後、カナダ人ローレンス・ハイド (1914–1987) は米国がビキニ環礁で行った核実験に刺激され、1948年から1951年にかけて唯一のワードレスノベル作品 Southern Cross を描いた。米国が核実験のために離島の住民を退去させるが、ある一家が留まることを余儀なくされるという内容だった。ポーランド系アメリカ人 Si Lewen (1918–2016) は第1作 The Parade: A Story in 55 Drawings (1957) によってアルベルト・アインシュタインから反戦メッセージ性を称賛された。カナダ人ジョージ・クザンの Aphrodite's Cup (1964) は古代ギリシア風の絵で描かれたエロティカだった。
21世紀に入ってからもカナダ人ジョージ・ウォーカーが版画のワードレスノベルを数作描いている。第1作 Book of Hours (2010) は、2001年9月11日の同時多発テロ事件でワールドトレードセンターが崩落する直前にその中にいた人々の生活を描いた作品だった。

### 日本
ミルト・グロスの He Done Her Wrong (1930) は戦前の日本にも紹介された。原著の一部を再構成した61ページが「ミルト・グロッス著、長篇漫画小説「吶喊居士」」として『新青年』誌1937年7月号に掲載された。後年、米国でワードレスノベルが再評価された後に、リンド・ウォードの Madman's Drum (1930) が『狂人の太鼓』(2002) の題で刊行されて注目を集めた。

### 衰退
ワードレスノベルの人気はおよそ1929年から1931年にかけてピークを迎えた。映画館ではトーキーがサイレント映画に取って代わり始めたころだった。1930年代になるとドイツではナチスが多くの版画家を弾圧・拘留し、マシリールの作品は「退廃芸術」として禁書になった。第2次世界大戦後の米国では検閲官がリンド・ウォードの作品を含む社会主義的な書籍を発禁にした。ウォードはFBIによって社会主義的傾向をマークされていた。この時期の検閲により、米国で刊行された初期のワードレスノベル書籍は希少な収集物となっている。
1940年代にはこのジャンルへの注目は過ぎ去っており、活動する作家はほとんどいなくなった。もっとも盛んに活動していたマシリールとウォードは別の分野に移り、そちらの方で名を知られるようになった。マシリールの死を伝えるニューヨーク・タイムズの追悼記事はワードレスノベル作品に触れさえしなかった。ほとんどのワードレスノベル書籍は長年にわたって再版されずにいた。しかし21世紀初頭に至ると、グラフィックノベル（書籍形式のコミック）が台頭したことの流れで読書界や出版社から新たな関心を持たれるようになった。

## 漫画とのかかわり

### 米国のコミック・グラフィックノベルへの影響
「… ウォードの出自はコミックではなかったが、その作品はコミックと大きく同じ系譜に属するものだった …」—アート・スピーゲルマン、パリ・レビュー、 2010年
コミック史上、文字を用いない作品（パントマイム・コミック）の例はいくつかある。米国では1930年代にオットー・ソグローの The Little King やカール・アンダーソンの Henry が描かれている。しかしこの種の作品は制作のハードルが高く、大きなジャンルに成長することはなかった。ドイツの漫画家E・O・プラウエンの家族物コミックストリップ Vater und Sohn (1934–1937) はドイツで人気が高く、単行本が3巻出ている。アントニオ・プロヒアスによるサイレント作品『Spy vs. Spy』は1961年から『MAD』誌に掲載され始めた。
米国コミックブック出版の先駆者のひとりウィル・アイズナー (1917–2005) は1938年に初めてリンド・ウォードの作品に触れ、コミックという形式でシリアスな内容を表現できる可能性を見て取った。しかしその考えはコミックをエンターテインメントとしか考えていない同業者から認められなかった。アイズナーは1950年代の始めに商業出版から退き、軍や教育界、産業界のためにコマーシャル・アートを制作する事業を始めた。1970年代に執筆活動を再開するころには風向きが変わっており、読者や業界人はアイズナーの野心を受け入れる準備ができていた。アイズナーは1978年から2005年に没するまでに20冊近い書き下ろしコミックを出した。皮切りとなった A Contract with God（→神との契約）は「グラフィックノベル」と銘打たれて書店に並び、20世紀末にはこの名がコミック書籍を呼ぶ言葉として一般化した。同書の序文には影響元としてウォード、ニュッケル、マシリールらの名が挙げられていた。アイズナーはウォードを「おそらく（20世紀で）もっとも挑発的なグラフィック・ストーリーテラー」と呼んでいる。
グラフィックノベルの発展とともにワードレスノベルも再び関心を集めるようになった。コミックファンはファンジンでマシリールなどの作品を論じ、コミックという媒体で「グレート・アメリカン・ノベル」（アメリカ文化の本質をとらえた古典小説）が描かれつつあるという説も現れた。これに触発された漫画家アート・スピーゲルマン (1948-) は、1973年にウォード作品から取り入れた表現主義的なスタイルで4ページの "Prisoner on the Hell Planet"（→地獄惑星の囚人）を描いた。同作はスピ―ゲルマンのグラフィックノベル『マウス』(1992) の作中に取り入れられている。
グラフィックノベルはナレーションやセリフを用いるのが普通だが、エリック・ドルーカー、ピーター・クーパー、トーマス・オット、ブライアン・ラルフ、田中政志、ルイス・トロンダイム、ビリー・シムズなど文字のないグラフィックノベルを描く漫画家もいる。ドイツのイラストレーターヘンドリク・ドルガーテン (1957–) の作品は、ミルトン・グロスが He Done Her Wrong でしたように文字ではなく絵を入れた吹き出しを用いている。ドルーカーの Flood (1992) やクーパーの The System (1997) はワードレスノベルからの影響が顕著で、社会的なテーマを前面に出した寓意的な作品である。
ペンシルベニア州立大学図書館とペンシルベニア図書センターは2011年からリンド・ウォード・グラフィックノベル賞を授与している。ウォードがグラフィックノベルの発展に与えた影響を記念するために遺族が設立した賞である。

### 日本漫画への影響

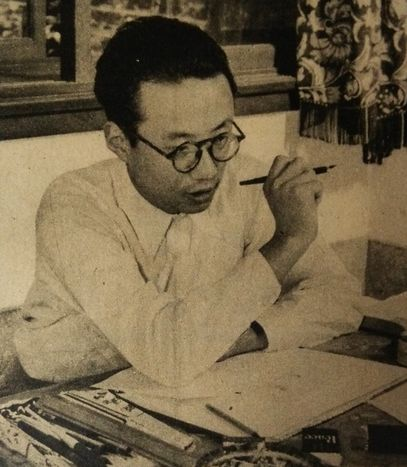
手塚治虫（1951年）。

日本の漫画史で重要な役割を果たした漫画家手塚治虫 (1928–1989) は、『新青年』誌に載ったミルト・グロスの「吶喊居士」(He Done Her Wrong) を中学生のときに読んだと語っている。手塚によると、『新青年』にサイレント漫画を連載した村山しげるを始めとして矢崎茂四、横井福次郎ら当時の漫画家は同作から大きな影響を受けた。手塚自身も同作から群衆シーンや無言劇の描写を学んだという。漫画研究家の野口文雄は、映画的な演出法を導入して日本の漫画表現の転機となった手塚の『新宝島』(1947) について、その核心であるサイレントで連続した動きを描くことで、紙の上に映画を展開する手法が「吶喊居士」に触発されたものだと書いている。後年の作品や手塚が手掛けたアニメにも影響を受けたシーンが見られる。